# Психогении
Психогени́и (новолат. psychogeniae; от др.-греч. ψυχή — душа + γενεά — порождение) — психические состояния от психических реакций до заболеваний:
1. Психические заболевания или расстройства психической деятельности, вызванные эмоциональным потрясением (синонимичное понятие — реактивные состояния).
2. Видоизменение клинической картины некоторых психических болезней под влиянием эмоциональных потрясений.

Психогении могут являться причиной психосоматических заболеваний. Они поддаются устранению путём психотерапии. Специфические для педагогической работы психогении как её брак называются дидактогения; для медицинской — ятрогения.